# Andrija Mutnjaković

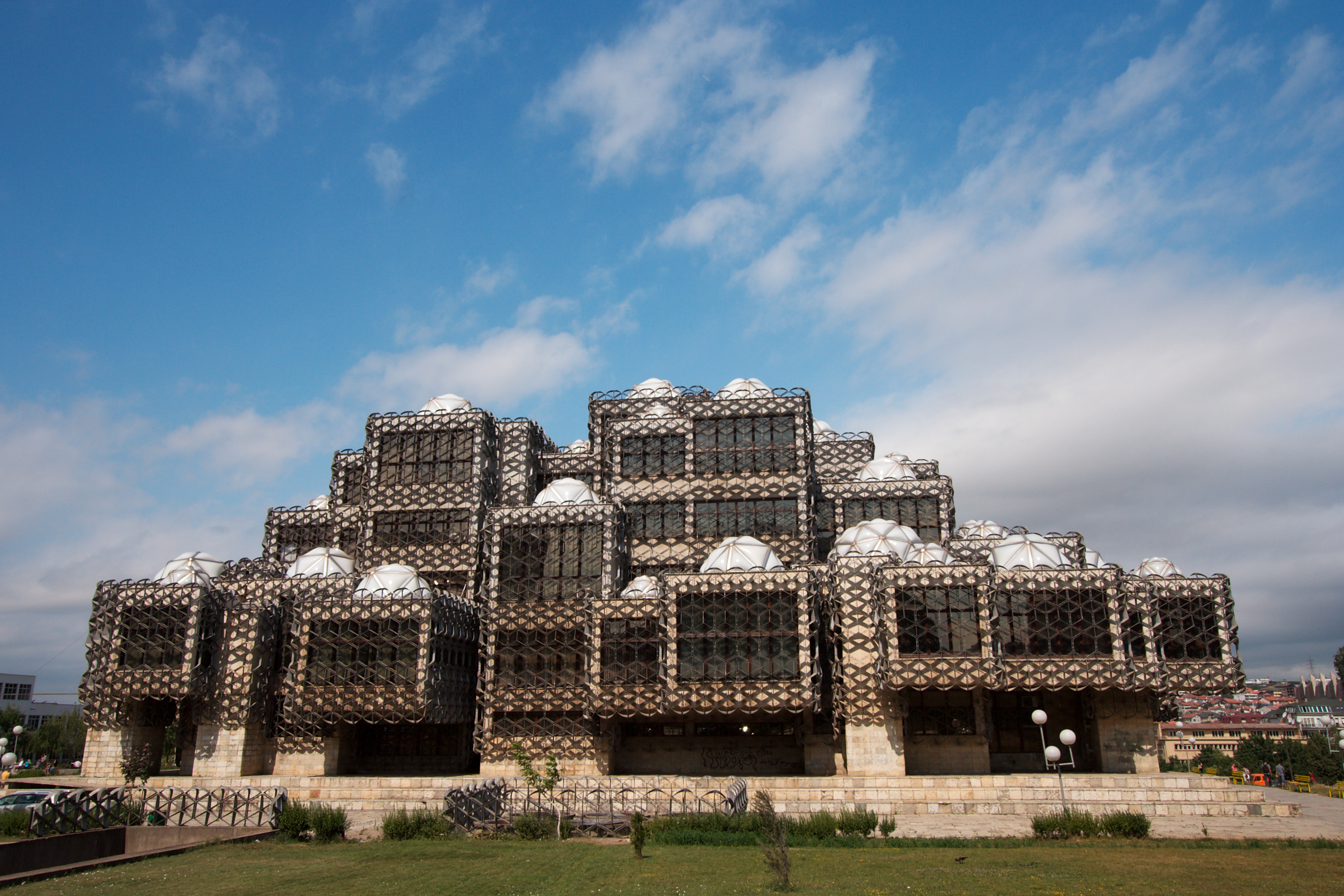
Knihovna v Prištině, kterou Mutnjaković navrhl.

Andrija Mutnjaković (* 29. listopadu 1929, Osijek, Království Jugoslávie) je chorvatský architekt a urbanista.
Mutnjaković se narodil v Osijeku na východě Chorvatska, kde také vystudoval na místním gymnáziu. Poté se věnoval studiu na Fakultě architektury Univerzity v Záhřebu. Postgraduální studium absolvoval pod vedením Drago Iblera.
Bývá označován za snílka a vizionáře. Mezi nejznámější projekty, které Mutnjaković realizoval, je Národní knihovna Kosova v Prištině. Unikátní stavba, která je symbolem města, vznikla v 70. a 80. letech 20. století. Dále navrhl Dům červeného kříže v Novém Vinodolském (1980) a připravil nerealizované návrhy knihoven v Alžíru a Teheránu. Podílel se na obnově řady historických památek na území Chorvatska a jednoho historického tureckého domu v Prištině. Byl autorem Leninova památníku v Bělehradě a připravoval scénáře pro prvomájové průvody v tehdejší Jugoslávii.
V roce 1992 se stal nejprve spolupracujícím členem Chorvatské akademie věd a umění (HAZU), roku 2004 potom řádným členem. Za svoje dílo byl oceněn roku 1990 cenou Vladimira Nazora, oceněním města Záhřebu a Sdružení chorvatských architektů. Vydal také několik knih o starších chorvatských architektech a urbanistech.